# Свети Николай Петритски
„Свети Николай Петритски“ (на гръцки: Άγιος Νικόλαος Πετρίτης) е средновековна православна църква в град Костур (Кастория), Егейска Македония, Гърция.

## Местоположение
Църквата е разположена в традиционната южна махала Долца и принадлежи към Драготската енория.

## История
Храмът е средновековна каменна църква, която е изградена в XIV век. По-късно в османско време църквата е възстановена и разширена на юг и на запад.
Църквата е обявена за паметник на културата.

## Стенописи
Стенописите във вътрешността на църквата са от 1897 година. По същото време е надживописан и иконостасът. Зограф е Наум Махерас.
Само на източната стена на храма са запазени в лошо състояние стенописи от втората половина на XIV век. Тези стенописи частично пострадват от надживописването на Махерас в 1897 година. В конхата на апсидата е изписана Света Богородица Ширшая небес, Причастие и Служба на Свети Василий Велики и Свети Йоан Златоуст. На източната стена има изображение на Благовещение.
- Стенописи от XIV век
- Света Богородица Ширшая небес в конхата на апсидата
- Архангел Гавриил от сцената Благовещение
- Свети Кирил Александрийски